# Histoire de l'alphabet

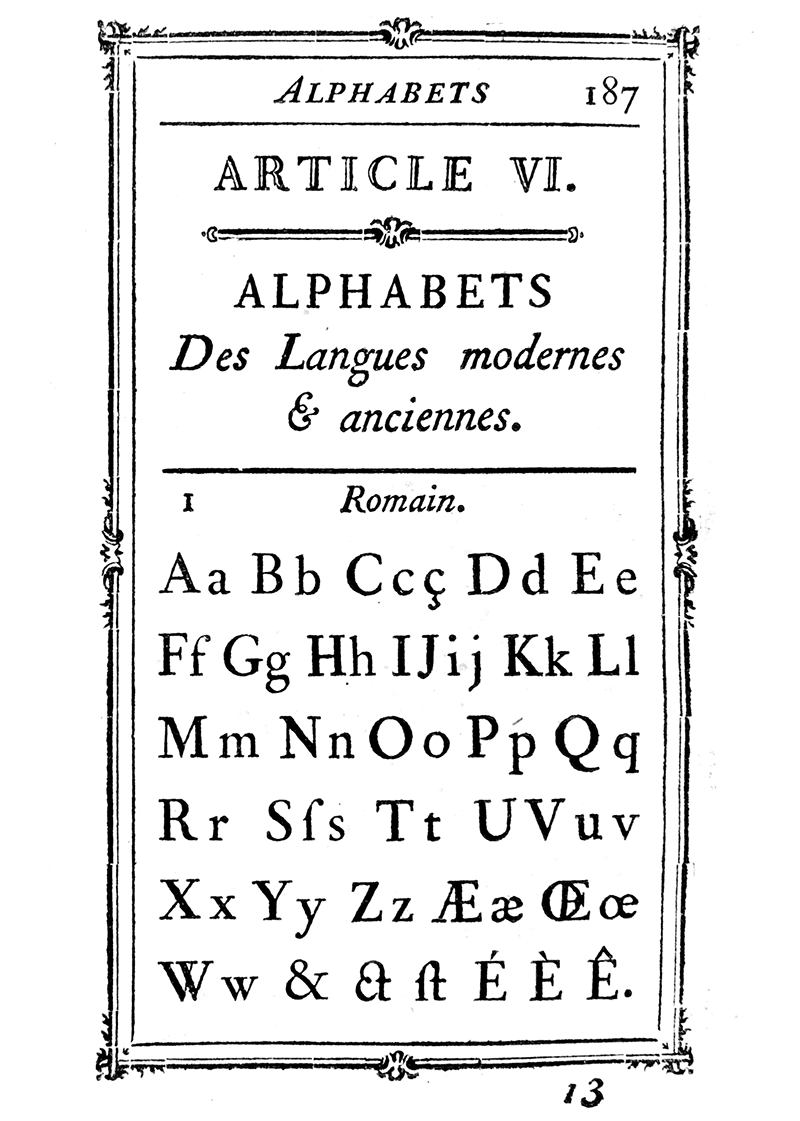
Exemple d'alphabet latin moderne

L'histoire de l'alphabet commence avec un système d'écriture consonantique utilisé par les langues sémitiques du levant, au deuxième millénaire avant notre ère. Les écritures alphabétiques du monde sont plus ou moins toutes issues du même proto-alphabet sémitique. Ses origines proviennent probablement d'une écriture dite protosinaïtique, qui s'est développée en Égypte ancienne pour transcrire la langue des travailleurs sémitiques en Égypte. Cette écriture a été influencée par l'écriture hiératique, une écriture cursive liée aux hiéroglyphes,.
Par l'intermédiaire principalement du phénicien et de l'araméen (deux langues en usage au début du premier millénaire avant notre ère), l'alphabet sémitique a donné naissance à plusieurs systèmes d'écriture à travers le Moyen-Orient, l'Europe, l'Afrique du nord et l'Asie du Sud.
Certains auteurs modernes distinguent les écritures consonantiques de type sémitique, appelées « abjad », des « vrais alphabets » au sens strict du terme,. Les vrais alphabets attribuent des lettres aux consonnes et des lettres aux voyelles, alors que dans un abjad, les lettres ne représentent que les consonnes. Dans ce sens strict, c'est l'alphabet grec, issu du phénicien, qui serait le premier alphabet. L'alphabet latin, le plus largement employé de nos jours, provient directement du grec (via Cumes et les Étrusques).

## Prédécesseurs

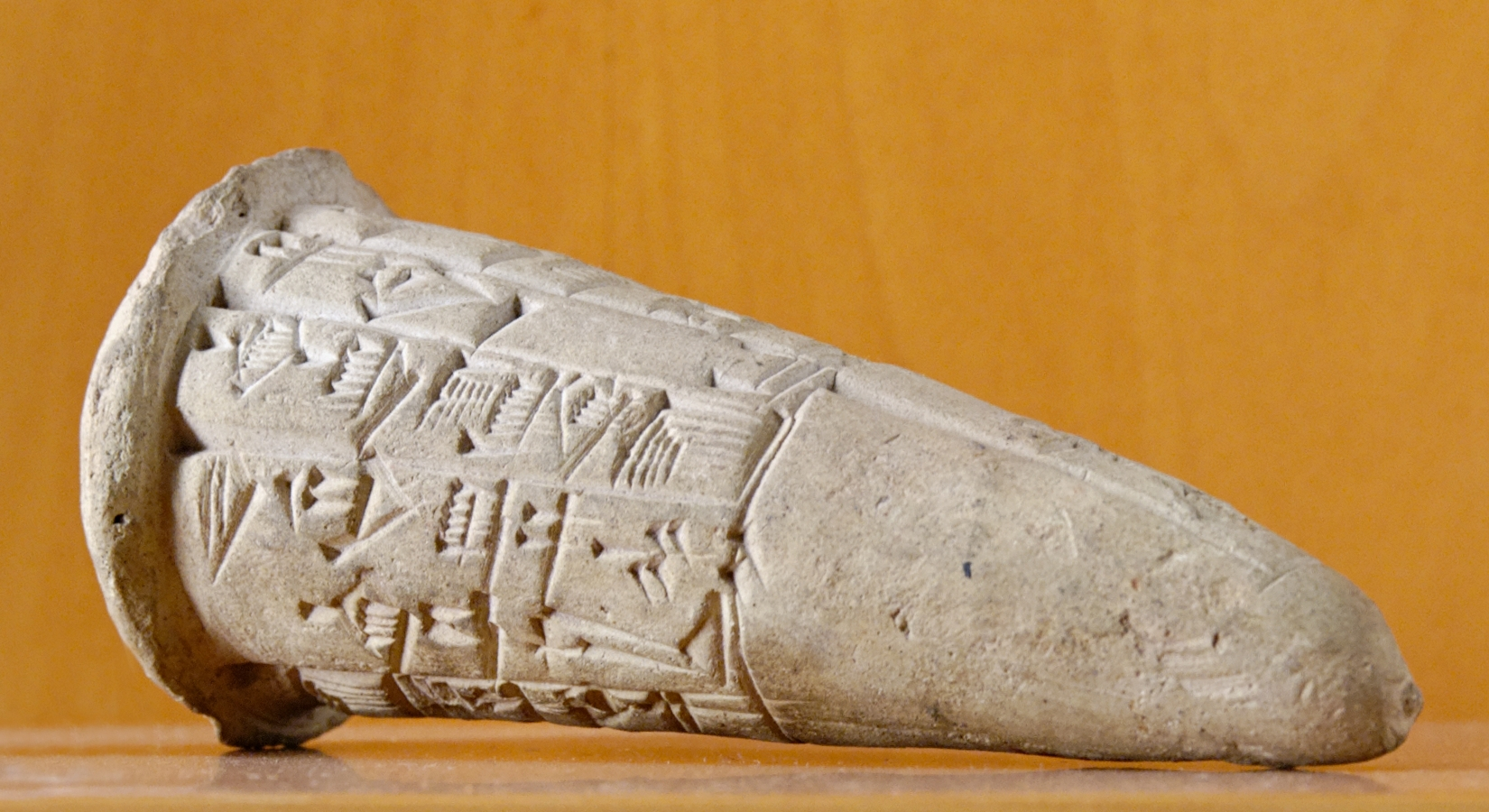
Clou de fondation portant une inscription commémorative du roi Gudea de Lagash, v. 2120 av. J.-C.). Musée des Beaux-Arts de Lyon.

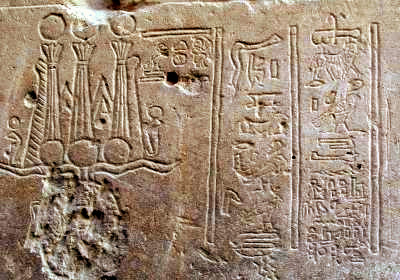
Dernière inscription hiéroglyphique connue datant de 394, porte d'Hadrien à Philæ.

Deux écritures antécédentes sont apparues au quatrième millénaire avant notre ère. Il s'agit de l'écriture cunéiforme de Mésopotamie et de l'écriture hiéroglyphique d'Égypte. Ces écritures sont essentiellement pictographiques, c'est-à-dire qu'elles utilisent des dessins stylisés pour représenter une ou plusieurs syllabes. Mais elles contenaient également des phonogrammes (des symboles représentant des sons), parfois combinés pour représenter des mots étrangers lorsqu'aucun pictogramme n'existait pour un mot donné. Ces phonogrammes ont été les précurseurs des alphabets phonogrammatiques.
Des preuves archéologiques indiquent que ce sont ces phonogrammes qui ont évolué pour donner la plupart des caractères sémitiques. Ainsi le symbole pour aleph découle d'un hiéroglyphe signifiant « bœuf » (alep en sémitique) et qui représentait effectivement la tête d'un bœuf, puis s'est simplifié jusqu'à devenir notre « A » moderne.
Les hiéroglyphes égyptiens étaient employés de deux façons : ils étaient souvent utilisés comme pictogrammes, représentant des mots entiers et pouvant eux-mêmes être composés d'une ou de plusieurs syllabes ; certains hiéroglyphes étaient cependant utilisés comme phonogrammes, représentant uniquement le son d'une syllabe, incluant souvent une consonne et une voyelle combinées. C'est à partir de ces phonogrammes qu'ont été élaborées ensuite les lettres des véritables alphabets.
Ces hiéroglyphes phonogrammatiques n'ont jamais été employés pour écrire la langue égyptienne, mais uniquement des langues ou termes étrangers ; on considère de fait qu'ils ont eu une influence considérable sur la création de l'alphabet sémitique. Tous les alphabets du monde descendent soit directement de ce premier alphabet sémitique, soit indirectement de ses descendants (par « stimulus de diffusion »). Une exception possible est l'alphabet méroïtique, du IIIe siècle avant notre ère, qui est aussi une adaptation des hiéroglyphes, mais employé en Nubie, au sud de l'Égypte. De nombreux chercheurs soupçonnent tout de même une influence du premier alphabet. Le rongorongo, l‘écriture de l'île de Pâques, pourrait aussi avoir été inventé de façon indépendante, mais l'on en sait trop peu pour en être certain.

## Les alphabets consonantiques

### L'alphabet sémitique
L'écriture protosinaïtique de l'Égypte n'est pas encore entièrement déchiffrée. Toutefois, elle est peut-être alphabétique et est probablement écrite en langue cananéenne. Les exemples les plus anciens sont des graffitis trouvés dans le Wadi el-Hol et datant d'environ 1850 av. J-C. Le tableau ci-dessous montre un prototype hiéroglyphique hypothétique de l'alphabet phénicien. Plusieurs correspondances ont été proposées avec les lettres de l'alphabet protosinaïtique.
| F1 |

| F1 |

| O1 |

| O1 |

| T14 |

| T14 |

| O31 |

| O31 |

| A28 |

| A28 |

| T3 |

| T3 |

| O6 |

| O6 |

| F35 |

| F35 |

| D42 |

| D42 |

| D46 |

| D46 |

| S39 |

| S39 |

| N35 |

| N35 |

| I10 |

| I10 |

| R11 |

| R11 |

| D4 |

| D4 |

| F18 |

| F18 |

| V24 |

| V24 |

| D1 |

| D1 |

Cette écriture sémitique adapte les hiéroglyphes égyptiens à l'écriture consonantique, en utilisant seulement le premier son du nom sémitique de l'objet représenté (c'est le principe acrophonique). Ainsi, « le signe hiéroglyphique en forme de tête de bœuf reçoit le nom cananéen de 'alp (bœuf) ». Le hiéroglyphe per (« maison »en égyptien) est utilisé pour écrire le son [b] en sémitique, parce que [b] est le premier son du mot sémitique signifiant « maison », bayt. Le hiéroglyphe en forme de bâton reçoit le nom cananéen de giml (bâton), et ainsi de suite. 
Cette écriture, rarement utilisée, conserva sa nature pictographique pendant un demi-millénaire, jusqu'à son adoption par des peuples de la région de Canaan (mise en place d'une administration comptable). Les premiers États cananéens ayant fait un large usage de l'alphabet furent les cités-États phéniciennes, c'est pourquoi le stade suivant de cet alphabet est appelé phénicien. Les cités phéniciennes étaient des États maritimes au cœur d'un vaste réseau commercial, et diffusèrent de fait leur alphabet à travers toute la Méditerranée. Deux variantes de cet alphabet eurent un impact majeur sur l'histoire de l'écriture : l'alphabet araméen et l'alphabet grec.

### Les descendants de l'abjad araméen

Graphique montrant les quatre alphabets descendant de l'abjad phénicien : de gauche à droite, le latin, le grec, le phénicien (origine), l'hébreu et l'arabe.

Les alphabets phénicien et araméen, comme leur prototype égyptien, représentaient seulement les consonnes (abjad). L'alphabet araméen a évolué à partir du phénicien au VIIe siècle av. J.-C., alors qu'il était l'écriture officielle de l'empire perse. Il semble être l'ancêtre de presque tous les alphabets modernes d'Asie :
- L'alphabet hébreu moderne, qui a commencé comme une variante régionale de l'araméen impérial (l'alphabet hébreu original devenant l'alphabet samaritain)[14],[18] ;
- L'alphabet arabe, qui descend de l'araméen via l'alphabet nabatéen, utilisé à l'origine dans l'actuel sud de la Jordanie ;
- L'alphabet syriaque, utilisé après le IIIe siècle, a évolué à travers l'alphabet pahlavi et l'alphabet sogdien pour donner les alphabets du nord de l'Asie, tels celui de l'orkhon (probablement), des ouïghours, des mongols et des mandchous ;
- L'alphabet géorgien, qui est de provenance incertaine mais semble faire partie de la famille perso-araméenne (ou peut-être de la famille grecque).

## Les alphabets avec des voyelles

### L'alphabet grec
Adoption

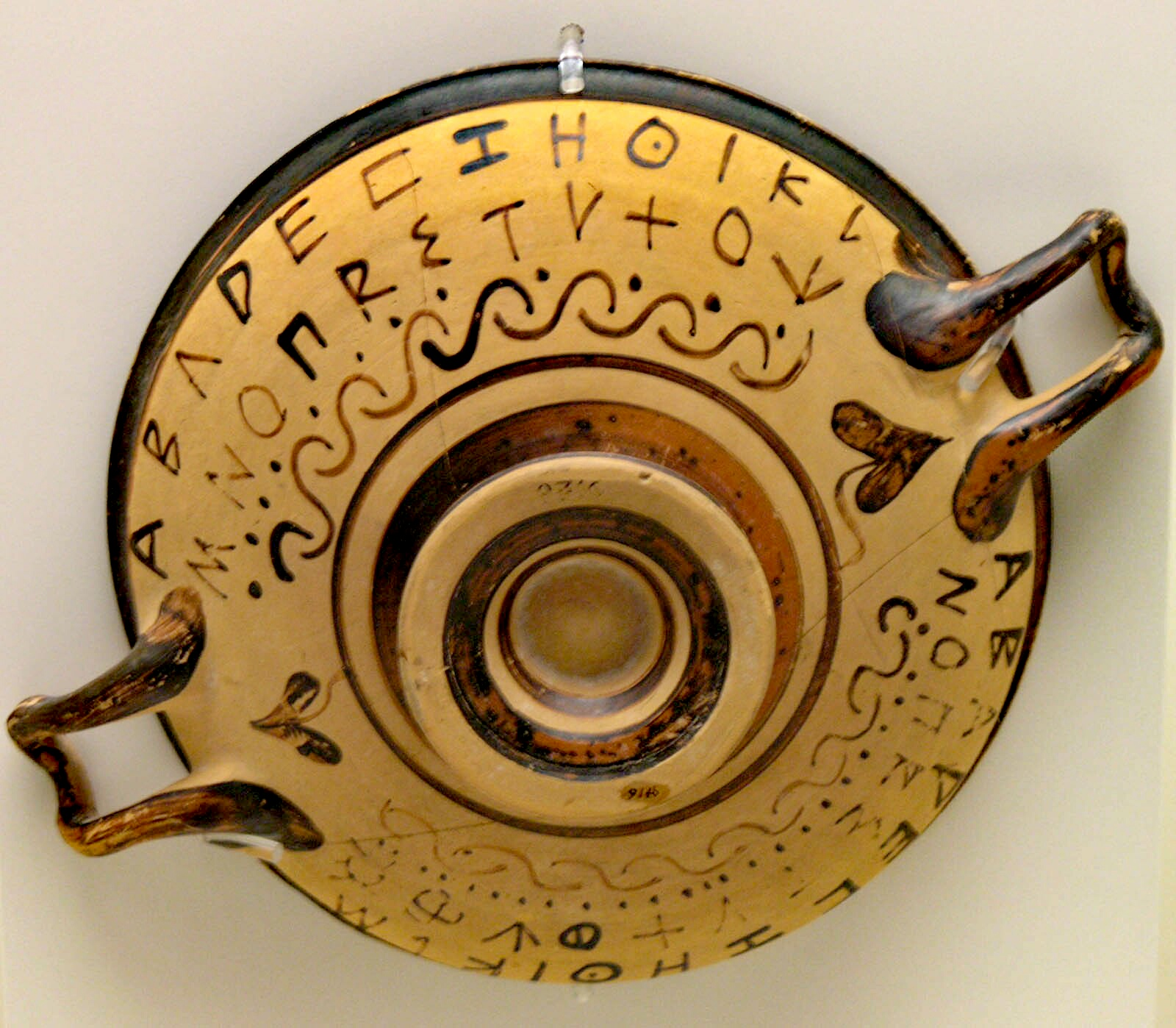
L'alphabet grec sur une ancienne céramique à figures noires. On voit un digamma, mais pas de ksi ou de omega. La lettre phi n'a pas encore de barre et ressemble à lomicron, mais sur l'autre face, c'est un plein Φ.

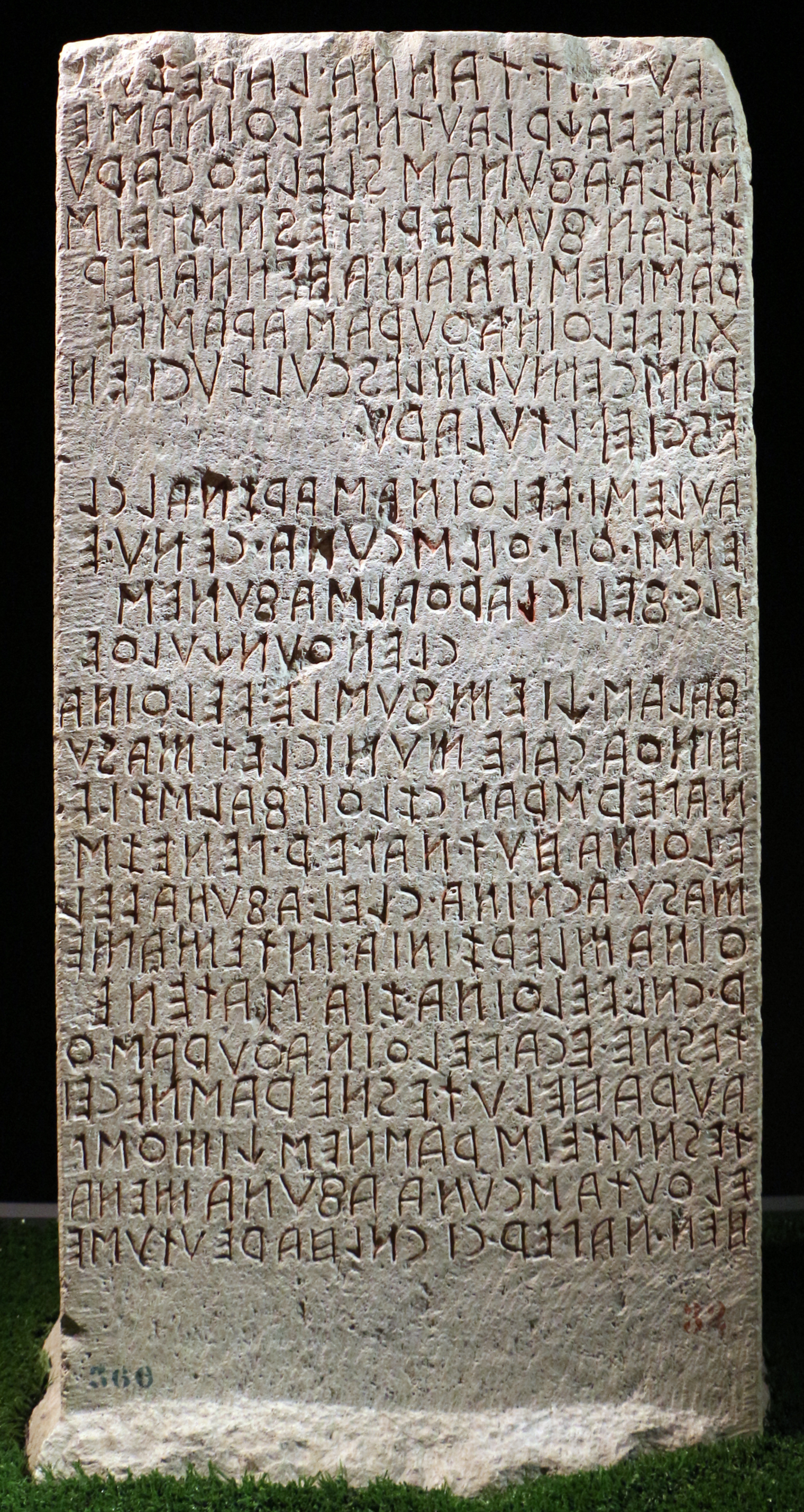
L'écriture étrusque, dernier maillon avant l'alphabet latin.

Avant le VIIIe siècle avant notre ère, les Grecs ont emprunté l'alphabet phénicien et l'ont adapté à leur propre langue, créant durant ce processus le premier « vrai » alphabet, qui incluait des voyelles à l'égal des consonnes. Selon les légendes grecques transmises par Hérodote, l'alphabet a été introduit de la Phénicie à la Grèce par Cadmos. Les lettres de l'alphabet grec sont les mêmes que celles de l'alphabet phénicien, et les deux alphabets sont disposés dans le même ordre. Cependant, alors que des lettres distinctes pour les voyelles ont entravé la lisibilité de l'égyptien, du phénicien ou de l'hébreu, leur absence était problématique pour le grec, où les voyelles avaient une plus grande importance. Les Grecs utilisèrent pour les voyelles des lettres phéniciennes représentant des consonnes qui n'existaient pas en grec.
Du fait du principe acrophonique, les Grecs ne pouvaient prononcer certaines consonnes débutant le nom des lettres. Ils utilisèrent alors uniquement les voyelles initiales pour ces lettres. Comme le nom d'une lettre devait être son son, ces lettres devinrent des voyelles en grec. Par exemple, les Grecs n'avaient pas de stop glottal, transcrit h, les lettres phénicienne ’alep et he devinrent le alpha et le e grec (plus tard rebaptisé epsilon) ; elles s'utilisaient donc pour représenter les voyelles /a/ et /e/ à la place des consonnes /ʔ/ et /h/. Ce développement révolutionnaire ne permit pourtant de représenter que cinq ou six (selon le dialecte) des douze voyelles grecques. Les Grecs inventèrent donc des bigrammes et d'autres modifications, telles que l'ie, ou, et o (qui devint l'omega) ; dans certains cas, ils ignorèrent tout simplement le manque, comme pour les a, i et u longs.
Plusieurs variantes de l'alphabet grec ont été développées. L'une appelée grec occidental ou chalcidien a été utilisée à l'ouest d'Athènes et dans le sud de l'Italie. L'autre variation, connue comme grec oriental, a été utilisée en Asie Mineure (également appelée Grèce asiatique, c'est-à-dire l'actuelle Turquie sur son côté égéen). Les Athéniens (c. 400 av. J.-C.) avaient adopté cette dernière variation et le reste du monde grec les a peu à peu imités. Après avoir d'abord écrit de droite à gauche, les Grecs ont changé le sens initial du phénicien. De nombreuses lettres grecques sont similaires à celles employées par les Phéniciens, mais certaines ont été inversées ou modifiées, à la suite de ces changements historiques d'écriture vers la forme de gauche à droite via le boustrophédon.
Héritage

Distribution mondiale de l'alphabet Cyrillique. Les zones vert sombre montrent les pays où cet alphabet est la seule écriture officielle. Les zones vert clair indiquent les pays où l'alphabet coexiste avec d'autres écritures.

L'alphabet grec est à son tour à l'origine de toutes les écritures d'Europe. L'alphabet des premiers dialectes grecs de l'ouest de la Méditerranée, où la lettre êta est restée un h, a évolué pour devenir l'ancien italique, dont dérive le vieil alphabet romain. Les dialectes grecs orientaux, qui n'ont pas de /h/ et où l'êta est devenu une voyelle, évoluèrent ensuite en plusieurs variantes : les alphabets glagolitique, cyrillique, arménien, gothique (qui se servait à la fois des lettres grecques et romaines), et peut-être l'alphabet géorgien.
Bien que cette description présente l'évolution des écritures de façon linéaire, il s'agit d'une simplification. Par exemple, l'alphabet mandchou est issu des abjads de l'Asie de l'Ouest, mais aussi du coréen (hangul), qui était indépendant (point de vue traditionnel), ou dérivé (point de vue discuté) de l'abugidas de l'Asie du Sud. L'alphabet géorgien dérive apparemment de la famille araméenne, mais il a été fortement influencé dans sa conception par le grec. Une version modifiée de l'alphabet grec, utilisant une demi-douzaine de hiéroglyphes démotiques, a été employée pour concevoir l'alphabet copte égyptien. Puis il y a le cree syllabique (un alphasyllabaire), qui est une fusion du devanagari et de la sténographie Pitman développée par le missionnaire James Evans.

### L'alphabet latin

La distribution mondiale de l'alphabet latin. En vert sombre les pays où cet alphabet est la seule écriture officielle. En vert clair, ceux où il coexiste avec d'autres écritures.

Une tribu connue sous le nom de Latins, qui prendra le nom de Romains, vivait aussi dans la péninsule italienne en même temps que les grecs de l'Ouest. À partir du VIIe siècle av. J.-C., les Latins adoptèrent les écritures des Étrusques, tribu vivant durant le premier millénaire avant notre ère dans le centre de l'Italie actuelle, et celle des Grecs de l'Ouest. En fusionnant ces deux écritures, les Latins firent quelques arrangements : ils supprimèrent quatre caractères de l'alphabet grec, adaptèrent le F étrusque (qui se prononçait alors /w/) en lui donnant le son /f/ et le S étrusque (qui était constitué de trois lignes en zigzag) en changeant légèrement sa graphie pour donner le S moderne. Pour représenter le G sonore en grec et le son K en étrusque, ils employèrent le gamma. Ces changements sont à l'origine de l'alphabet moderne, mais sans encore les lettres G, J, U, W, Y, et Z, ainsi que quelques autres détails.
C, K, et Q dans l'alphabet romain pouvaient être utilisées indifféremment pour écrire les sons /k/ et /a/ ; les Romains modifièrent donc la lettre C pour faire un G, et ils l'insérèrent à la septième place, où Z se trouvait, afin de maintenir la gematria (la séquence numérique de l'alphabet). Au cours des quelques siècles après qu'Alexandre le Grand eut conquis la Méditerranée orientale au IIIe siècle avant notre ère, les Romains commencèrent à emprunter des mots du grec, pour lesquels ils durent adapter leur alphabet. Ils empruntèrent le Y et Z à l'alphabet grec et les ajoutèrent à la fin de l'alphabet, car ils étaient uniquement utilisés pour écrire des mots grecs.
Le U est apparu au début du Moyen Âge seulement, lorsque les gens commencèrent à distinguer la voyelle U de la consonne V, qui sont toujours liées en latin. Le même procédé opéra pour le J qui devint distinct du I à partir du XVe siècle, le J n'étant reconnu comme lettre qu'au XVIIe siècle.

Simplification des relations entre les différentes écritures, conduisant au développement des lettres minuscules de l'alphabet latin moderne standard et de ses variantes locales : l'alphabet fraktur, utilisé en Allemagne jusqu'à la seconde guerre mondiale, et l'alphabet gaélique (ou insulaire), toujours employé en Irlande.
Plusieurs écritures ont coexisté, comme la demi-onciale et l'onciale, qui découlent de la cursive romaine et de l'onciale grecque ; et la wisigothique, la mérovingienne (Luxeuil ici) et la bénéventaine.
La caroline a servi de base pour la linéale (humanist ici). Il convient de noter que l'écriture gothique (ici textualis quadrata) est complètement sans rapport avec l'écriture wisigothique.
Certaines variantes disparues comme le r rotonde, les ligatures et les abréviation médiévales sont omises ; le long s (ſ) s'affiche lorsque aucun s terminal (variante survivante) n'est présente.

## Noms et ordre des lettres
L'ordre des lettres de l'alphabet est attesté depuis le XIVe siècle avant notre ère, dans la ville d'Ougarit, sur la côte nord de la Syrie. Des tablettes portant plus d'un millier de signes cunéiformes y ont été découvertes, mais ils ne sont pas d'origine babylonienne et il n'y aurait que trente caractères distincts. Douze de ces tablettes ont des signes en ordre alphabétique. On trouve deux ordres différents : l'un est presque identique à l'ordre hébreu, grec et latin, et un deuxième est similaire à celui utilisé par les éthiopiens.
On ne sait pas combien de lettres avait l'alphabet protosinaïtique, ni quel était leur ordre. Parmi ses descendants, l'alphabet ougaritique a 27 consonnes, l'alphabet sudarabique en avait 29, et l'alphabet Phénicien 22. Ces écritures étaient organisées de deux façons : un ordre ABGDE phénicien et un ordre HMĦLQ dans le sud ; les ougaritiques conservèrent les deux ordres. Les deux séquences se sont avérées remarquablement stables parmi les écritures qui leur ont succédé.
Les noms des lettres ont aussi été très stables parmi les successeurs des Phéniciens, y compris le samaritain, l'araméen, le syriaque, l'arabe, l'hébreu, et l'alphabet grec. Cependant, ils ont été en grande partie abandonnés en tifinagh, en latin et en cyrillique. La séquence des lettres est restée plus ou moins intacte en latin, en arménien, en gothique et en cyrillique, mais a été abandonnée en brahmi, en runique et en arabe, bien qu'un traditionnel ordre abjadi demeure ou a été ré-introduit comme une alternative à ce dernier.
Le tableau ci-dessous est une représentation schématique de l'alphabet phénicien et de ses descendants.
| n° | Reconstruction                     | API         | Nombre | Ougaritique | Phénicien | Hebreu    | Arabe          | Grec                 | Latin   | Cyrillique                        | Runique            |
| -- | ---------------------------------- | ----------- | ------ | ----------- | --------- | --------- | -------------- | -------------------- | ------- | --------------------------------- | ------------------ |
| 1  | ʾalpu "bœuf"                       | /ʔ/         | 1      | 𐎀           | ʾālep     | א ʾālef   | ﺍ‎ ʾalif        | Α alpha              | A       | А azŭ                             | ᚨ *ansuz           |
| 2  | baytu "maison"                     | /b/         | 2      | 𐎁           | bēt       | ב bēṯ     | ﺏ‎ bāʾ          | Β bēta               | B       | В vĕdĕ, Б buky                    | ᛒ *berkanan        |
| 3  | gamlu "baton"                      | /a/         | 3      | 𐎂           | gīmel     | ג gīmel   | ﺝ‎ jīm          | Γ gamma              | C, G    | Г glagoli                         | ᚲ *kaunan          |
| 4  | daltu "porte" / diggu "poisson"    | /d/, /ð/    | 4      | 𐎄           | dālet     | ד dāleṯ   | ﺩ‎ dāl, ذ‎ ḏāl   | Δ delta              | D       | Д dobro                           |                    |
| 5  | haw "fenetre" / hallu "jubilation" | /h/         | 5      | 𐎅           | hē        | ה hē      | ﻫ‎ hāʾ          | Ε epsilon            | E       | Е ye, Є estĭ                      |                    |
| 6  | wāwu "crochet"                     | /β/ or /w/  | 6      | 𐎆           | wāw       | ו vāv     | و‎ wāw          | Ϝ digamma, Υ upsilon | F, V, Y | Ѹ / Ꙋ ukŭ → У                     | ᚢ *ûruz / *ûram    |
| 7  | zaynu "arme" / ziqqu "menottes"    | /z/         | 7      | 𐎇           | zayin     | ז zayin   | ز‎ zayn or zāy  | Ζ zēta               | Z       | Ꙁ / З zemlya                      |                    |
| 8  | ḥaytu "menace" / "barrière"?       | /ħ/, /x/    | 8      | 𐎈           | ḥēt       | ח ḥēṯ     | ح‎ ḥāʾ, خ‎ ḫāʾ   | Η ēta                | H       | И iže                             | ᚺ *haglaz          |
| 9  | ṭaytu "roue"                       | /tˤ/, /θˤ/  | 9      | 𐎉           | ṭēt       | ט ṭēṯ     | ط‎ ṭāʾ, ظ‎ ẓāʾ   | Θ thēta              |         | Ѳ fita                            |                    |
| 10 | yadu "bras"                        | /j/         | 10     | 𐎊           | yōd       | י yōḏ     | ي‎ yāʾ          | Ι iota               | I       | І ižei                            | ᛁ *isaz            |
| 11 | kapu "main"                        | /k/         | 20     | 𐎋           | kap       | כ ך kāf   | ك‎ kāf          | Κ kappa              | K       | К kako                            |                    |
| 12 | lamdu "motivation"                 | /l/         | 30     | 𐎍           | lāmed     | ל lāmeḏ   | ل‎ lām          | Λ lambda             | L       | Л lyudiye                         | ᛚ *laguz / *laukaz |
| 13 | mayim "eau"                        | /m/         | 40     | 𐎎           | mēm       | מ ם mēm   | م‎ mīm          | Μ mu                 | M       | М myslite                         |                    |
| 14 | naḥšu "serpent" / nunu "poisson"   | /n/         | 50     | 𐎐           | nun       | נ ן nun   | ن‎ nūn          | Ν nu                 | N       | Н našĭ                            |                    |
| 15 | samku "support"                    | /s/         | 60     | 𐎒           | sāmek     | ס sāmeḵ   |                | Ξ ksi, (Χ ksi)       | (X)     | Ѯ ksi, (Х xĕrŭ)                   |                    |
| 16 | ʿaynu "œil"                        | /ʕ/, /ɣ/    | 70     | 𐎓           | ʿayin     | ע ʿayin   | ع‎ ʿayn, غ‎ ġayn | Ο omikron            | O       | О onŭ                             |                    |
| 17 | pu "bouche" / piʾtu "coin"         | /p/         | 80     | 𐎔           | pē        | פ ף pē    | ف‎ fāʾ          | Π pi                 | P       | П pokoi                           |                    |
| 18 | ṣadu "plante"                      | /sˤ/, /ɬˤ/  | 90     | 𐎕           | ṣādē      | צ ץ ṣāḏi  | ص‎ ṣād, ض‎ ḍād   | Ϻ san, (Ϡ sampi)     |         | Ц tsi, Ч črvĭ                     |                    |
| 19 | qupu "cuivre"?                     | /kˤ/ or /q/ | 100    | 𐎖           | qōp       | ק qōf     | ق‎ qāf          | Ϙ koppa              | Q       | Ҁ koppa                           |                    |
| 20 | raʾsu "tête"                       | /r/ or /ɾ/  | 200    | 𐎗           | rēš       | ר rēš     | ر‎ rāʾ          | Ρ rho                | R       | Р rĭtsi                           | ᚱ *raidô           |
| 21 | šinnu "dent" / šimš "soleil"       | /ʃ/, /l/    | 300    | 𐎌           | šin       | ש šin/śin | س‎ sīn, ش‎ šīn   | Σ sigma, ϛ stigma    | S       | С slovo, Ш ša, Щ šta, Ꙃ / Ѕ dzĕlo | ᛊ *sowilô          |
| 22 | tawu "marque"                      | /t/, /θ/    | 400    | 𐎚           | tāw       | ת tāv     | ت‎ tāʾ, ث‎ ṯāʾ   | Τ tau                | T       | Т tvrdo                           | ᛏ *tîwaz           |

Ces 22 consonnes représentent la phonologie sémitique du nord-ouest. Des 29 phonèmes consonantiques issus du protosémitique, sept sont manquants : les interdentaires fricatives ḏ, ṯ, ṱ ; les consonnes latérales fricatives ś, ṣ ; la fricative ġ ; et les fricatives sourdes ḫ, ḥ, des les[pas clair] cananéens ont fusionné en ḥet. Les six variantes des lettres ajoutées dans l'alphabet arabe les incluent (sauf pour les ś, qui survivent dans un phonème distinct en guèze ሠ):
ḏ → ḏāl;
ṯ → ṯāʾ;
ṱ → ḍād;
ġ → ġayn;
ṣ → ẓāʾ;
ḫ → ḫāʾ.

## Alphabets graphiquement indépendants

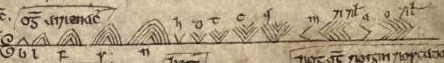
Logam airenach, extrait du Livre de Ballymote.

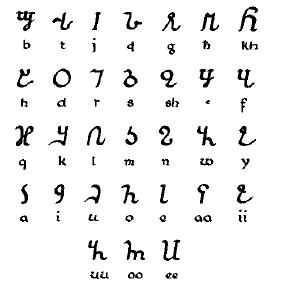
L'alphabet Osmanya

Un exemple d'alphabet national moderne qui n'a pas d'origine graphiquement traçable de l'alphabet cananéen est l'alphabet maldivien. Il est unique en son genre, car bien qu'il soit clairement modélisé d'après l'arabe et peut-être d'autres alphabets, ses lettres dérivent des chiffres. Un autre est le hangul coréen, qui a été créé de façon indépendante en 1443. L'alphabet osmanya a été conçu pour le somali dans les années 1920 par Yusuf Osman Kenadid, et les formes de ses consonnes semblent être des innovations complètes.
Parmi les alphabets qui ne sont pas utilisés comme écriture nationale de nos jours, quelques-uns sont clairement indépendants dans leur forme. L'alphabet bopomofo dérive des caractères chinois. L'alphabet santali de l'est de l'Inde semble être basé sur des symboles traditionnels tels que « danger » ou« lieu de rencontre », ainsi que sur des pictogrammes inventés par son créateur (les noms des lettres santali sont liées au son qu'elles représentent – principe acrophonique – comme dans l'alphabet d'origine, mais le son final du mot, et non son début).
En Irlande médiévale ancienne, l'alphabet oghamique se composait de marques, et les inscriptions monumentales de l'empire perse antique ont été écrites dans un alphabet essentiellement cunéiforme, dont la forme des lettres semble avoir été créée pour l'occasion.

## Les alphabets d'autres médias

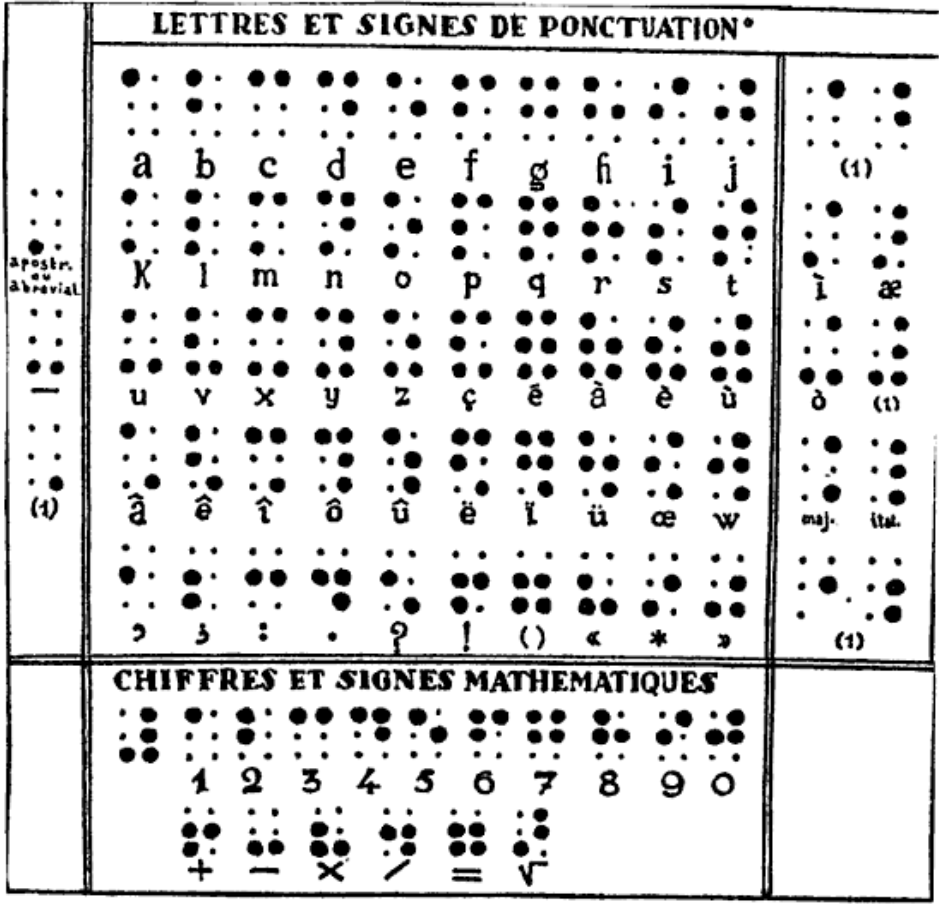
L'alphabet final de Louis Braille, selon Pierre Henri (1952).

Les changements de support ont parfois entraîné une rupture dans la forme graphique, ou rendent la relation difficile à retracer. Il n'est pas immédiatement évident que l'écriture cunéiforme de l'alphabet ougaritique dérive d'un abjad sémitique embryonnaire, par exemple, bien que cela semble être le cas.
Et tandis que les alphabets dactylologiques sont une continuation directe de l'alphabet écrit (à la fois celui anglais bimanuel et celui français/américain à une seule main) et qu'ils conservent les formes de l'alphabet latin, les alphabets braille, sémaphore, maritime et morse ont des formes totalement arbitraires. Les formes du braille et du sémaphore, par exemple, sont dérivées de l'ordre alphabétique de l'alphabet latin, mais pas de la forme graphique des lettres elles-mêmes.
Les abréviations sténographiques semblent également être sans rapport graphique avec l'alphabet latin, mais ce n'est probablement pas le cas : le lien a simplement été perdu avec le temps.